# Xoxafi
Xoxafi, es un conjunto de cuevas y grutas que se ubican en el ejido del Palmar en el cerro Teptha en el municipio de Santiago de Anaya, en el estado de Hidalgo, México.

## Toponimia
La palabra Xoxafi en otomí significa "trueno que cae".

## Geografía

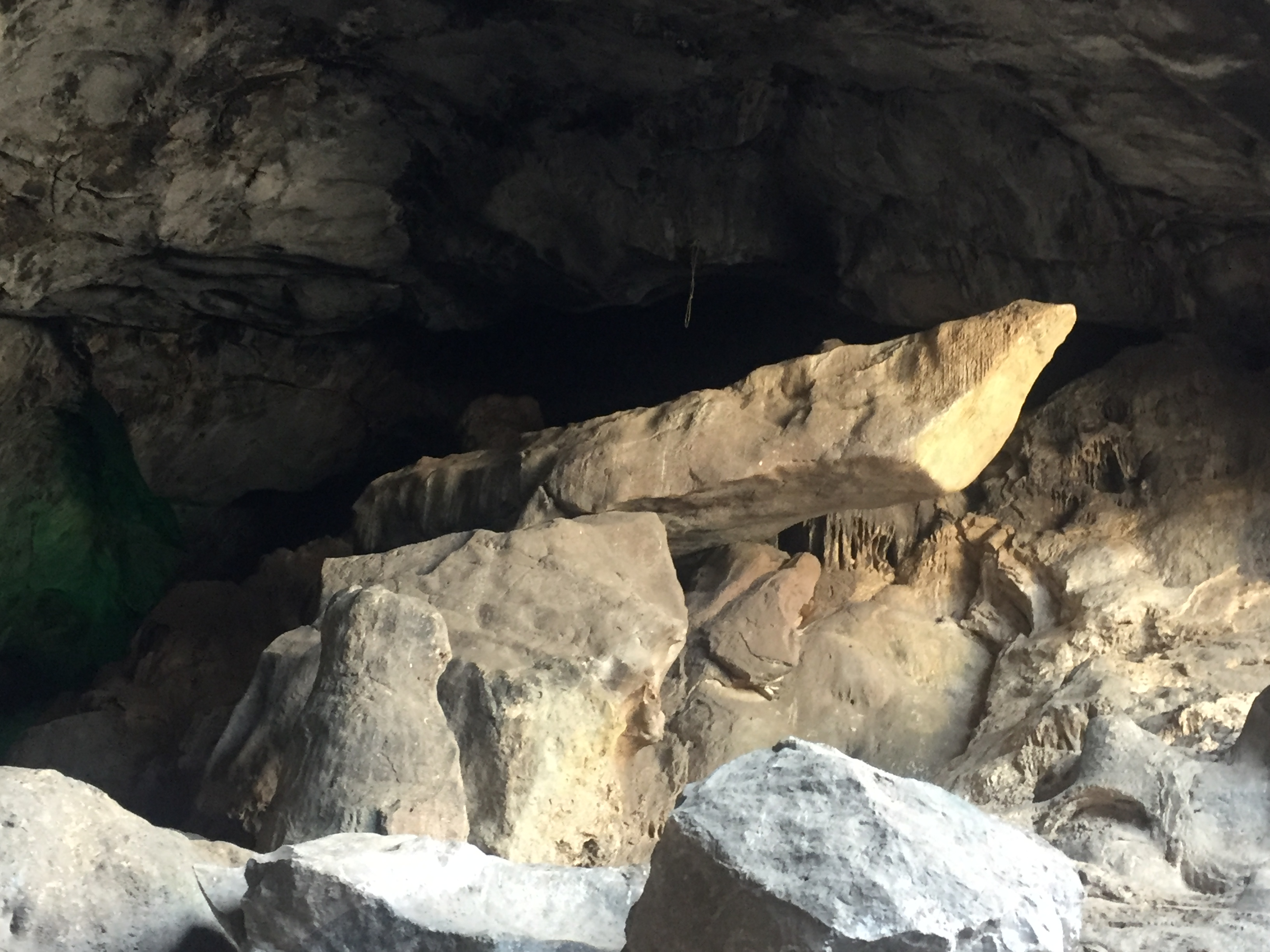
Formación rocosa apodada "La ballena".

### Cuevas
Hace 250 millones de años, el agua, comenzó a filtrarse por la tierra caliza hasta labrar el complejo sistema de túneles. El recorrido consta de dos túneles: el primero desciende 80 m bajo tierra en un recorrido de 600 m también se puede hacer rápel, y se desciende hasta los 100 metros, el segundo túnel contempla un rápel de hasta 45 metros.
Una peculiaridad que se encuentra en Xoxafi es la denominada “piel de leopardo”, una textura natural formada por la combinación de óxido ferroso y salitre que tapiza paredes, techos y estalactitas. En algunas partes de las cuevas pueden encontrarse pinturas rupestres.

### Flora y fauna
Sus alrededores se caracterizan por una acentuada aridez y vegetación xerófila, y es refugio de seis especies de murciélagos, tres especies en peligro de extinción; cerca de 100 000 murciélagos habitan en estas cuevas. En estas cuevas la población de la localidad, junto con el gobierno del estado, y el municipio hacen un trabajo en conjunto para su conservación, se hacen visitas ecoturísticas y se da información acerca de los murciélagos sin afectarlos. También se cuenta con la participación del Programa para la Conservación de los Murciélagos de México (PCMM).

## Complejo turístico

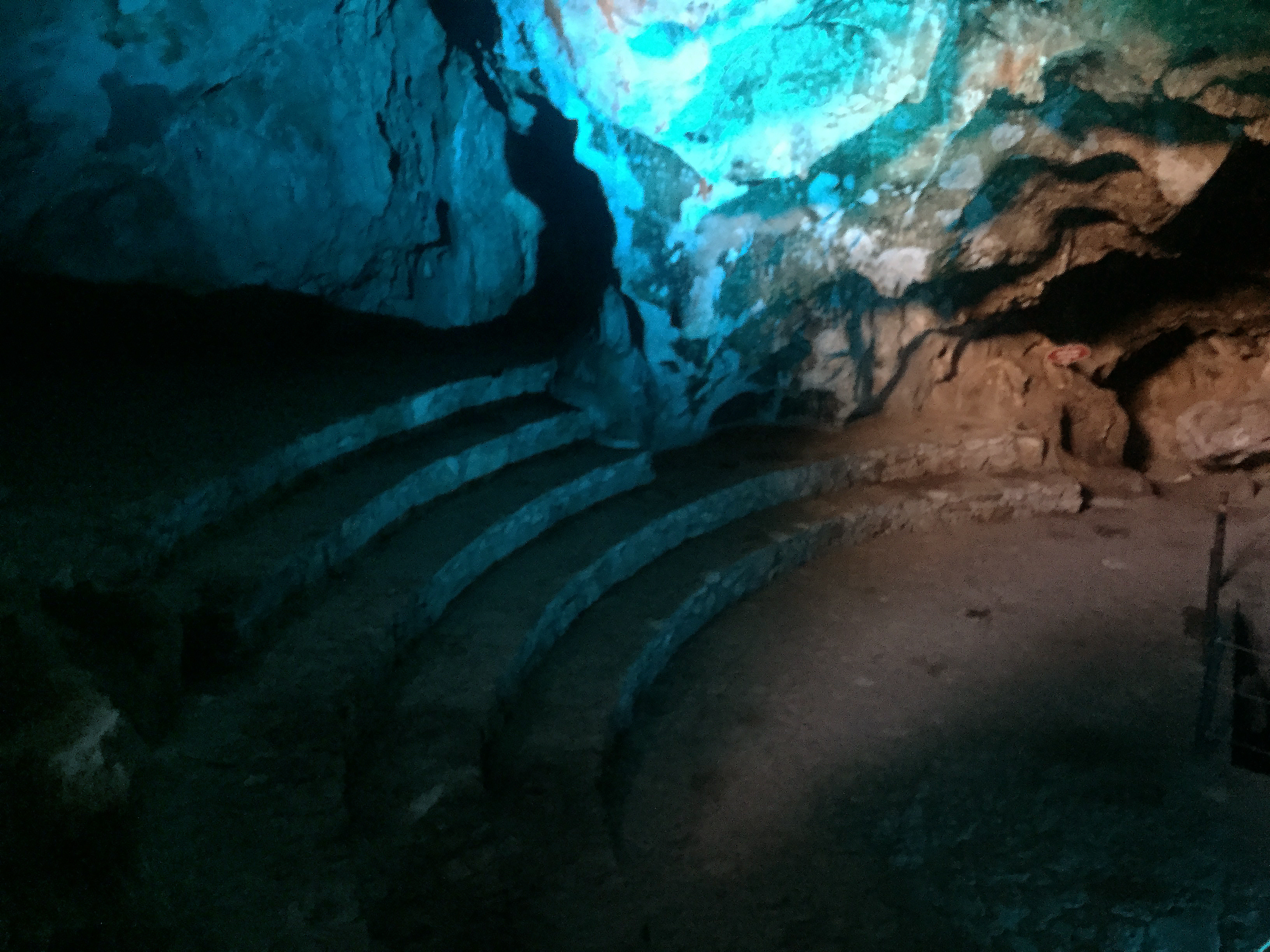
Sala de concierto.

En la zona, se cuenta con áreas de campamento y cabañas rústicas (con camas, baño y agua caliente), con capacidad para cuatro y ocho personas. También se cuenta con recepción, restaurante con capacidad para 80 personas, palapas familiares, tienda comunitaria, baños, vestidores, regaderas para la zona de acampar y de albercas; área infantil, asadores y estacionamiento. Además se cuenta con un circuito de tres tirolesas, de 300, 240 y 700 metros respectivamente.
Antiguamente durante la Muestra Gastronómica de Santiago de Anaya se realizaba el denominado Concierto Ecológico, cuyo propósito es el de buscar espacios alternativos para desarrollar conciertos y en este caso aprovechar la acústica de la cámara natural que se forma en la caverna.

## Galería

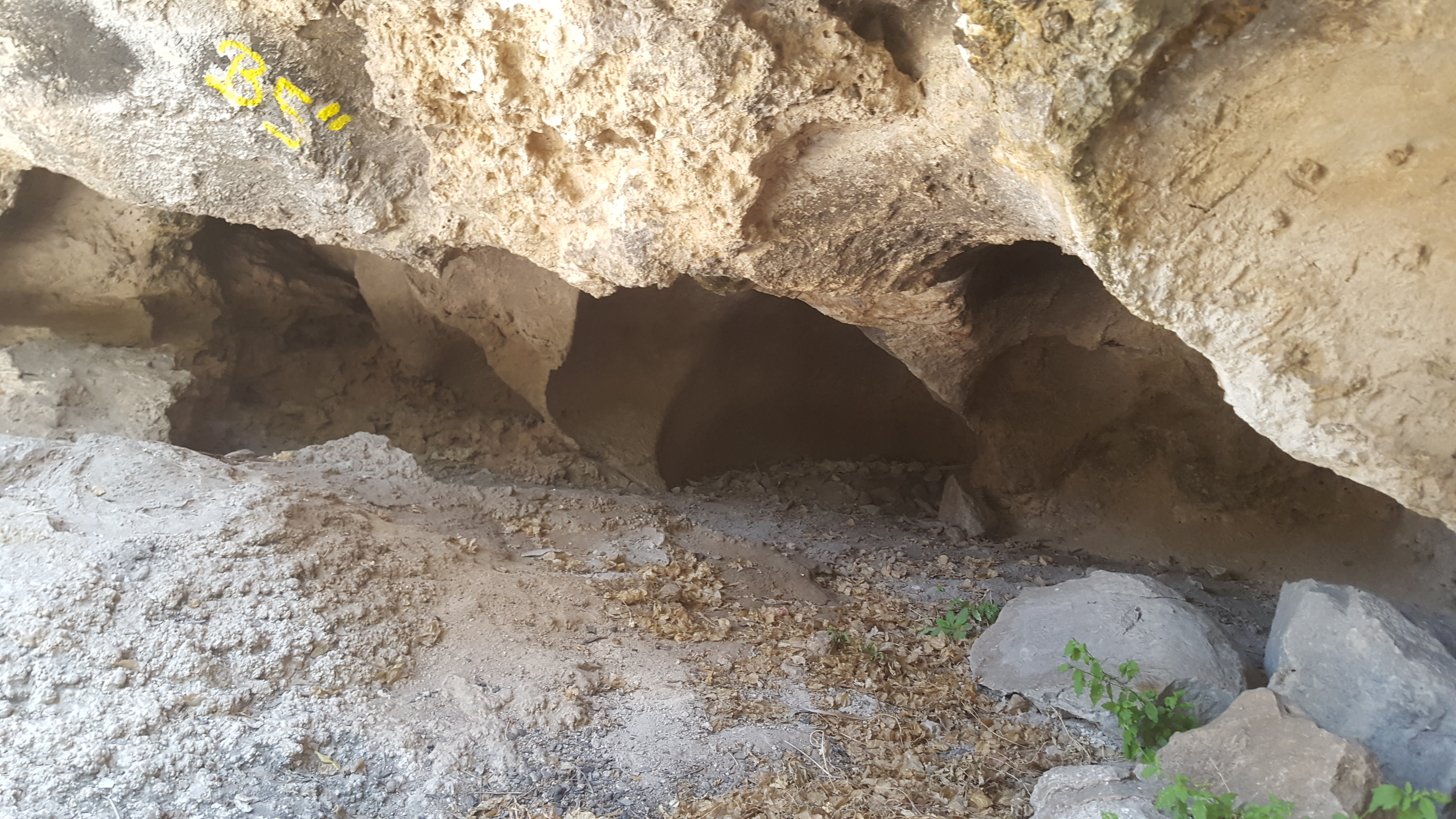
Hendidura encontrada en la parte externa.
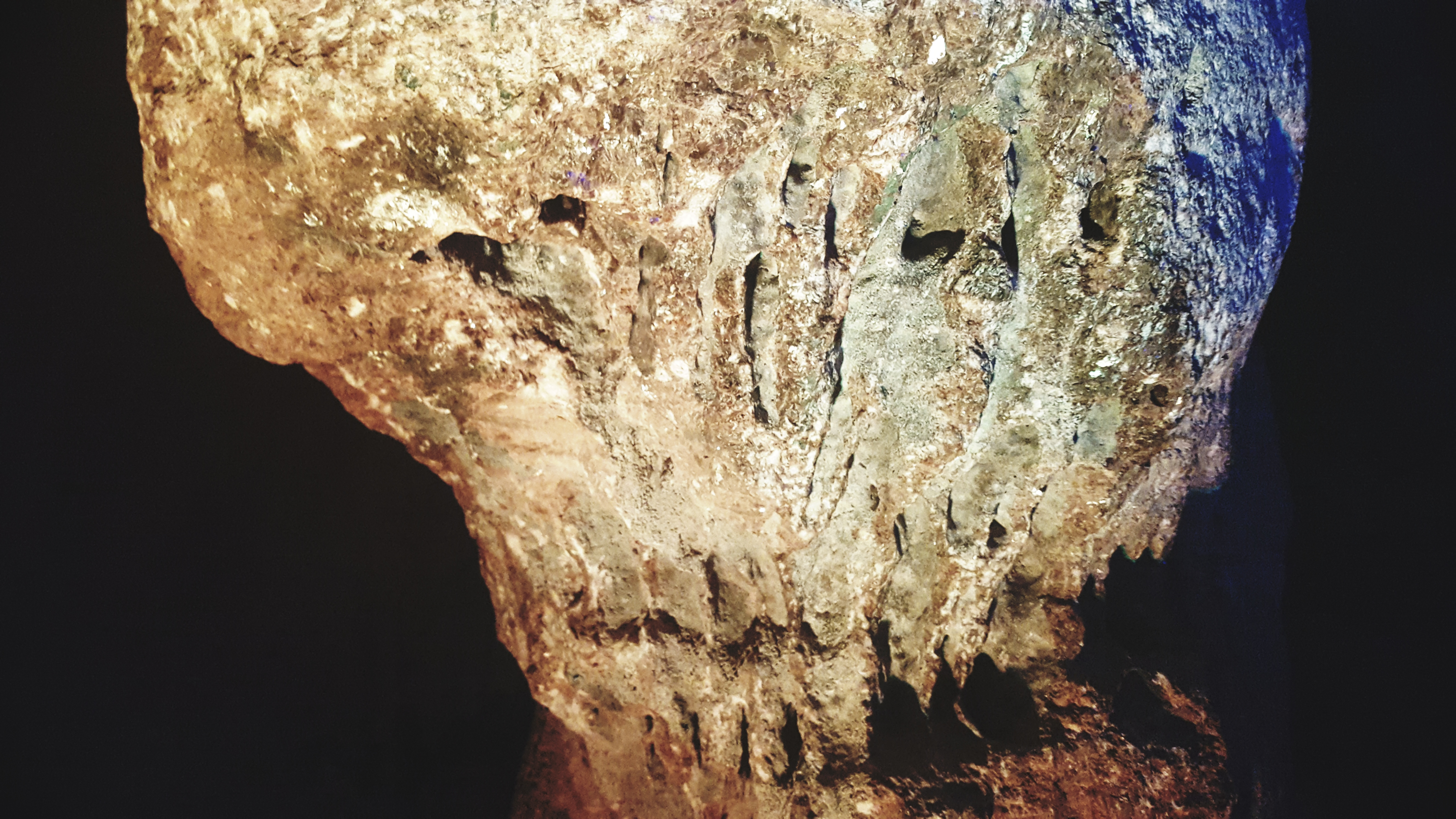
Conjunto de estalactitas cortas.
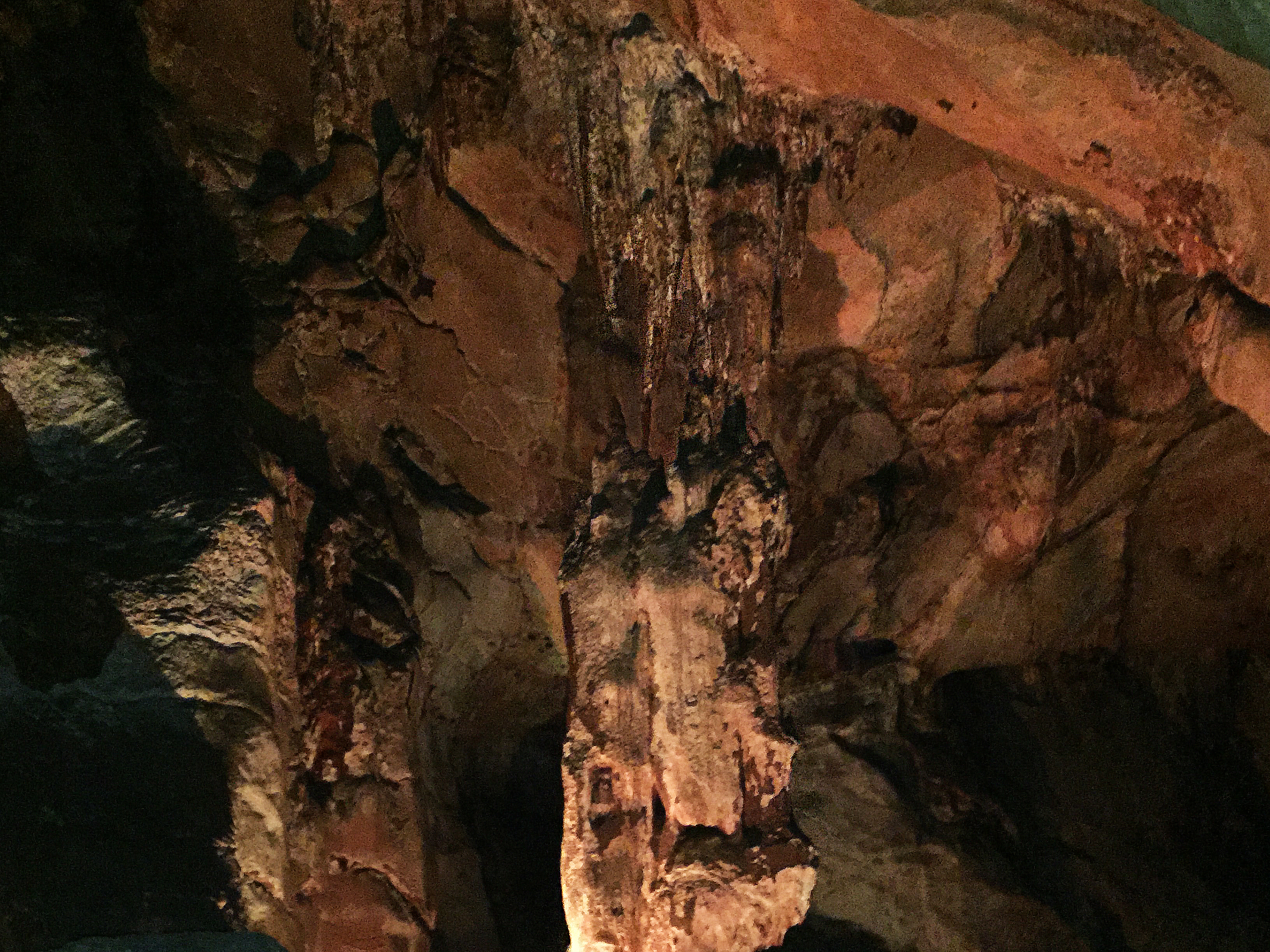
Estalactitas puntiagudas.
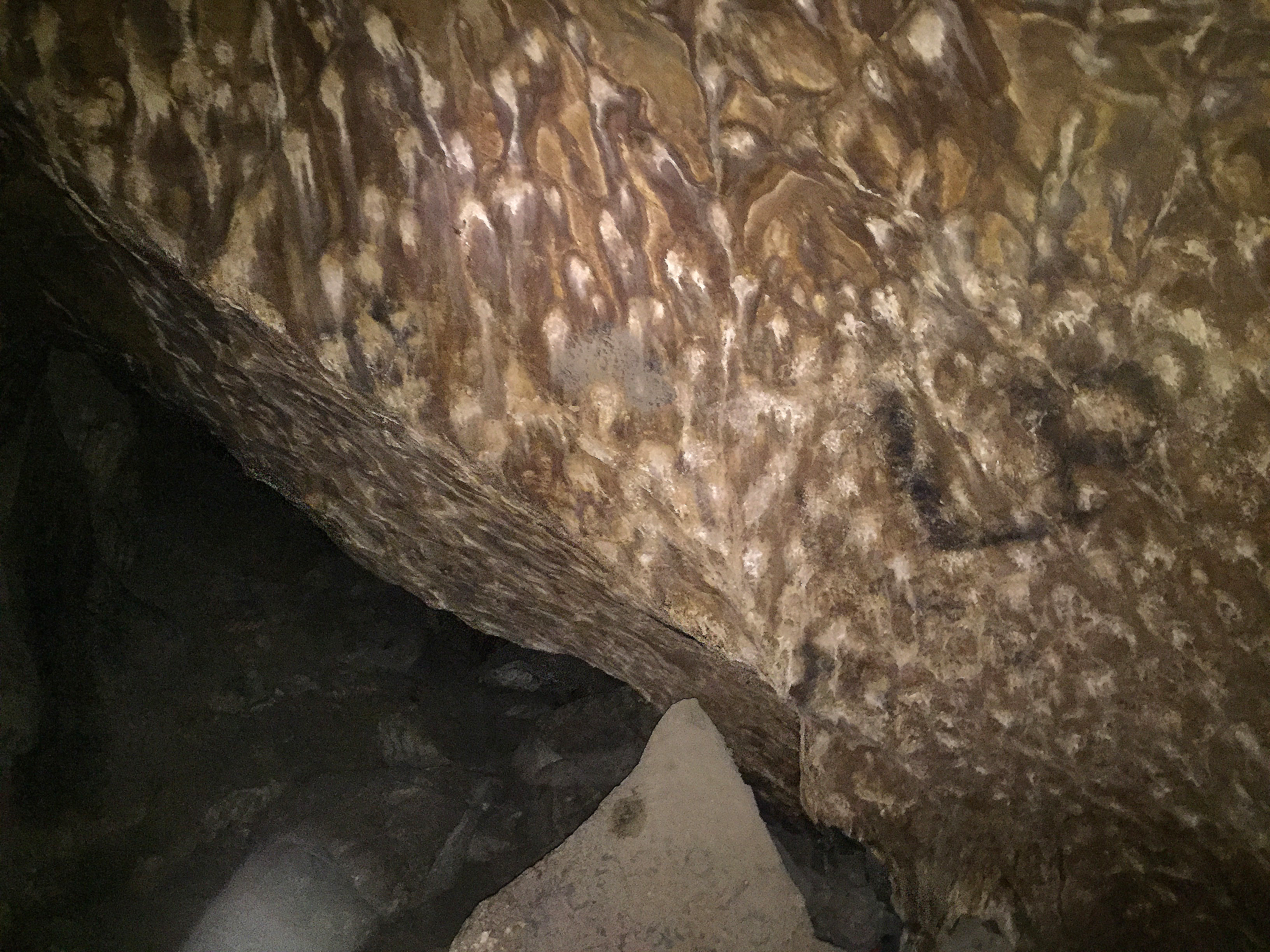
Bóveda con la pigmentación "Piel del Leopardo".
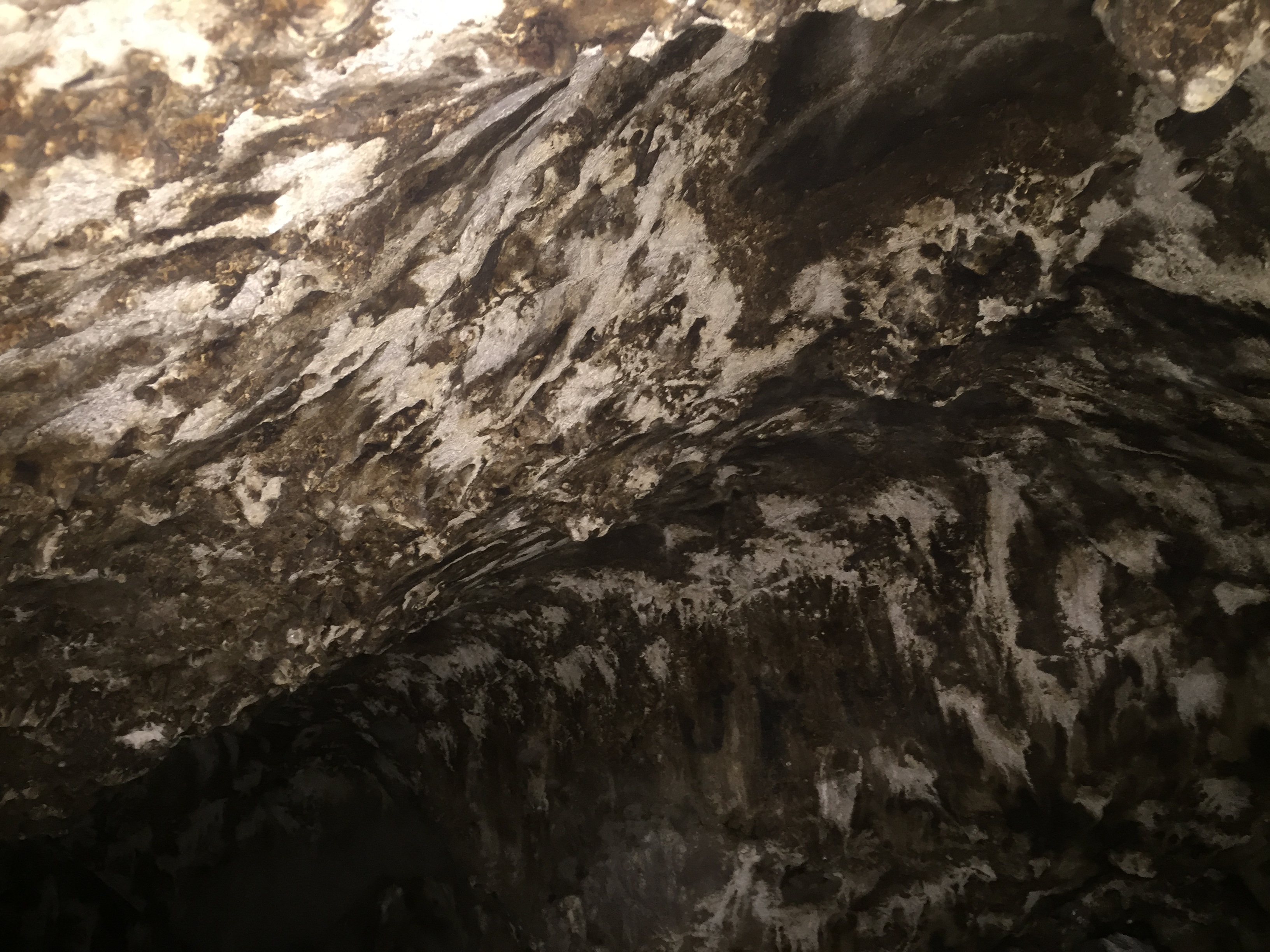
Bóveda con la pigmentación "Piel del Leopardo".
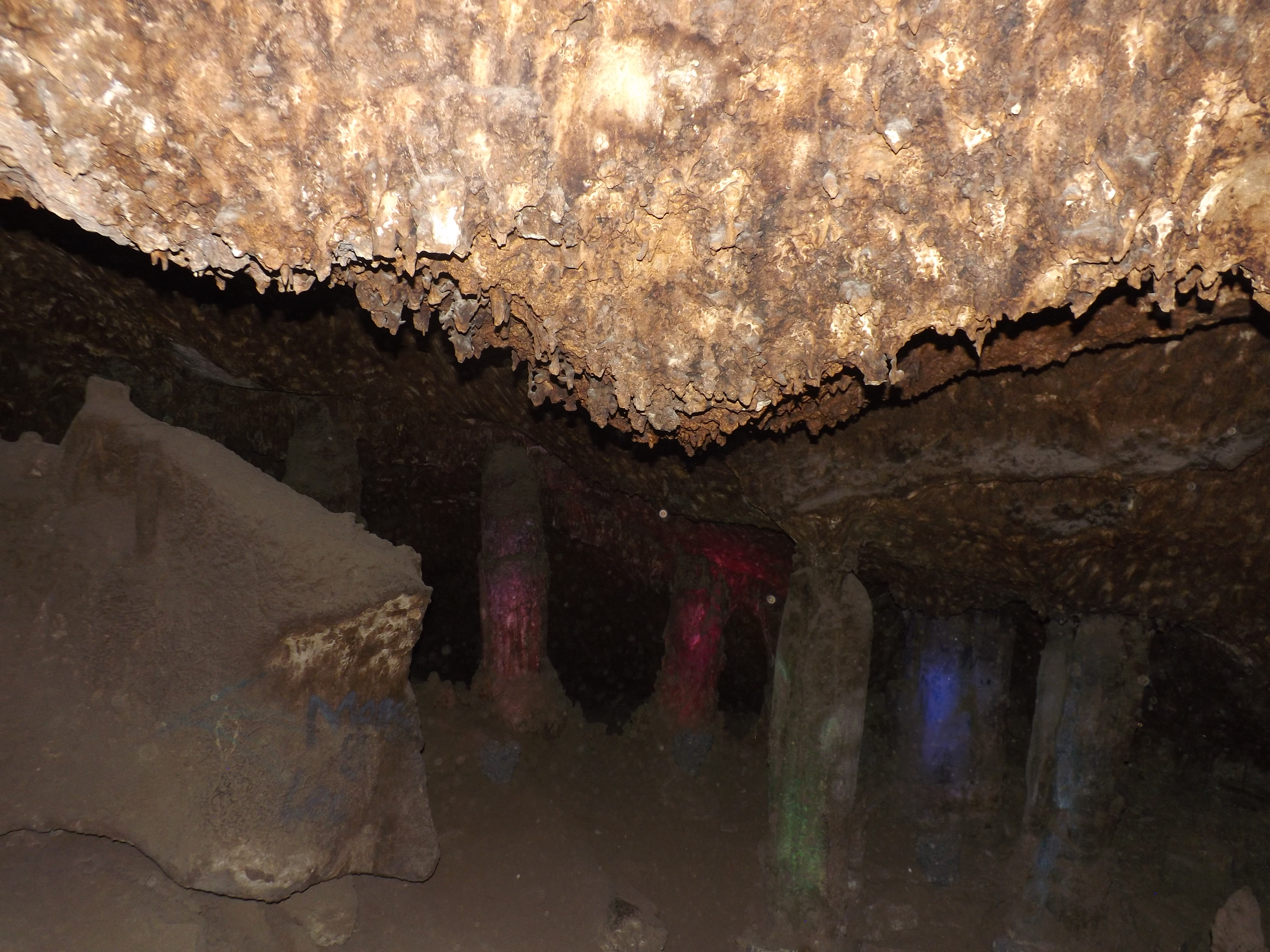
Estalactitas cortas encontradas en el Salón Romano.
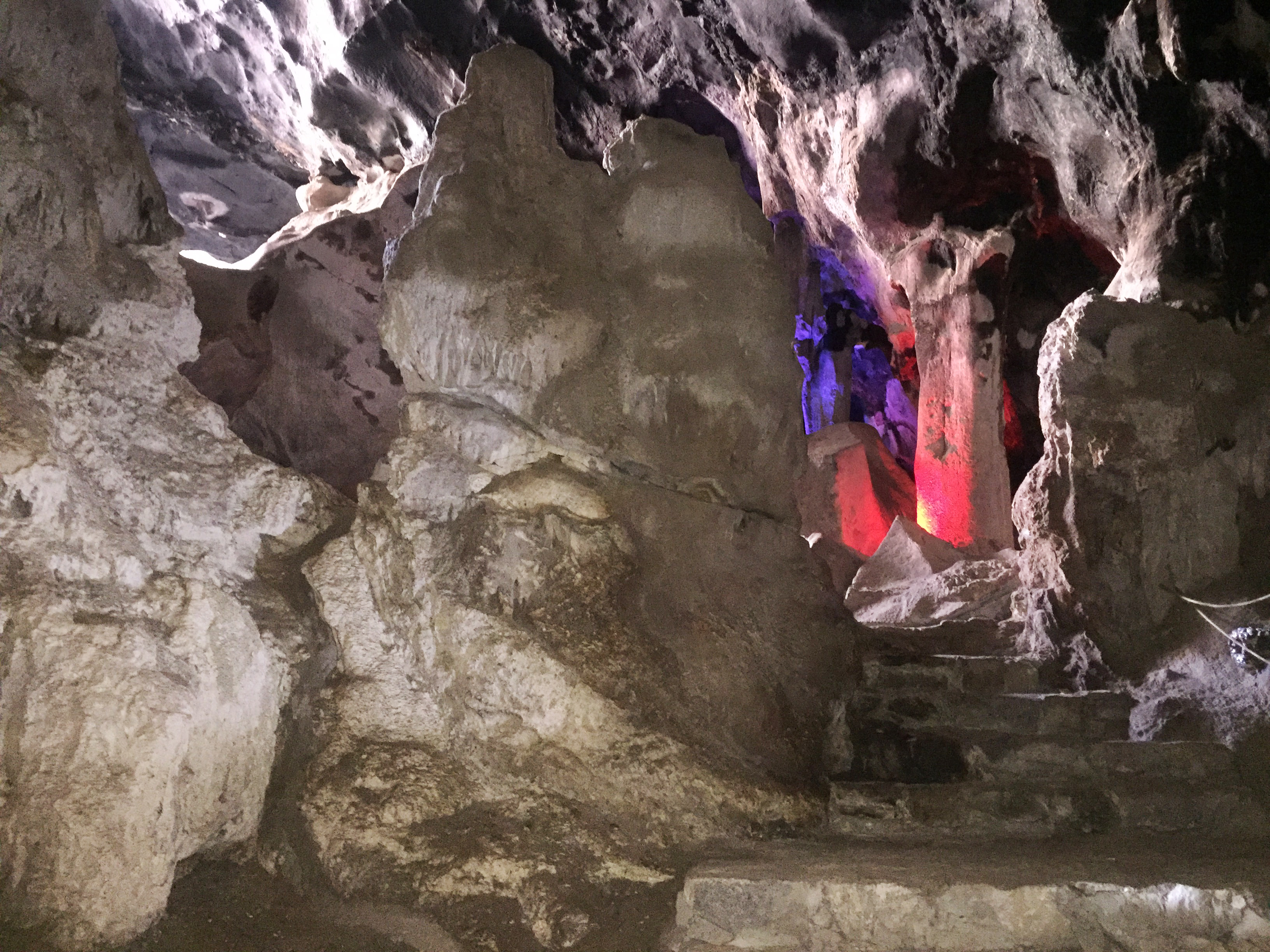
Formación rocosa de gran tamaño.
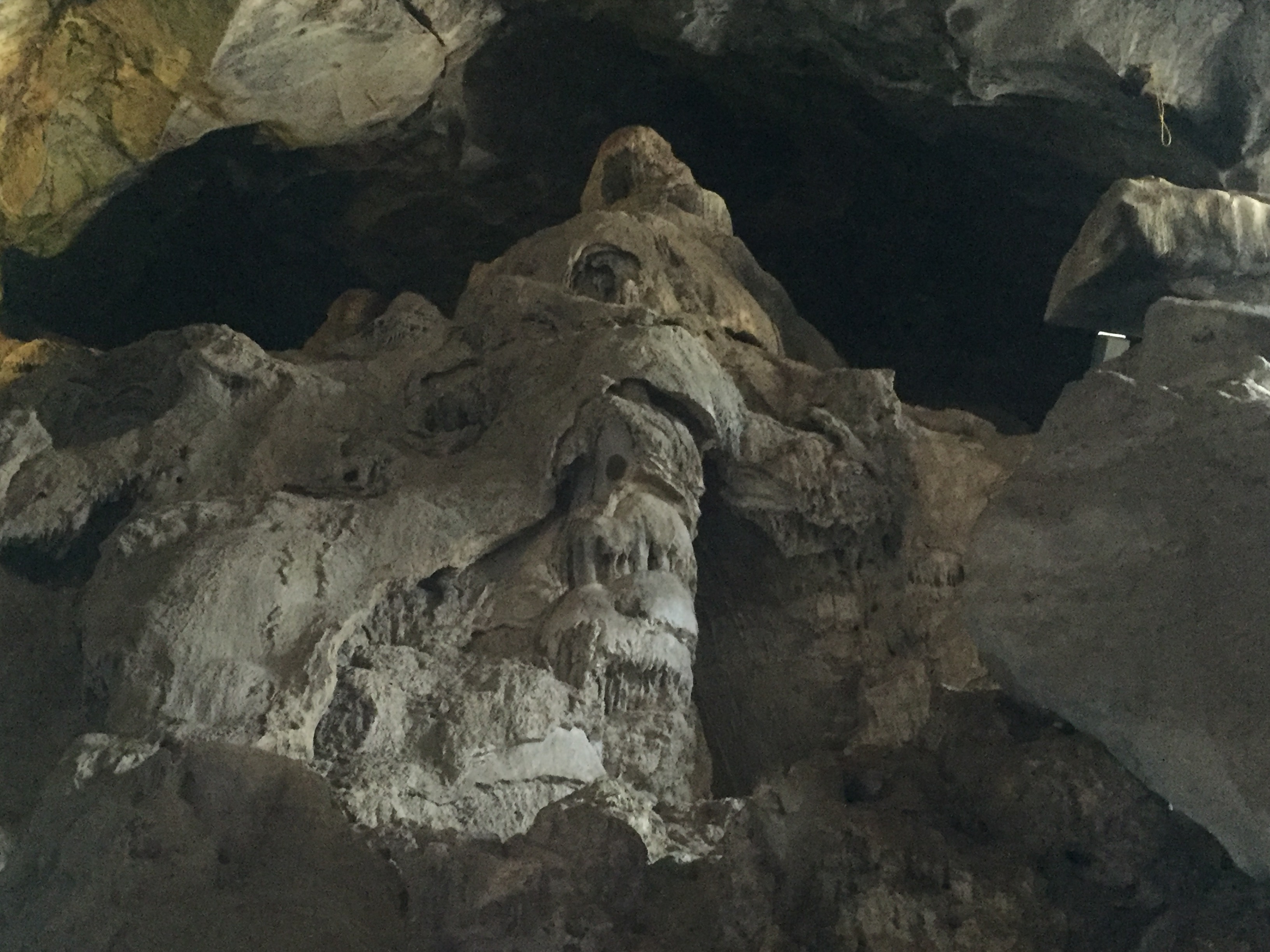
Formación rocosa de gran tamaño.
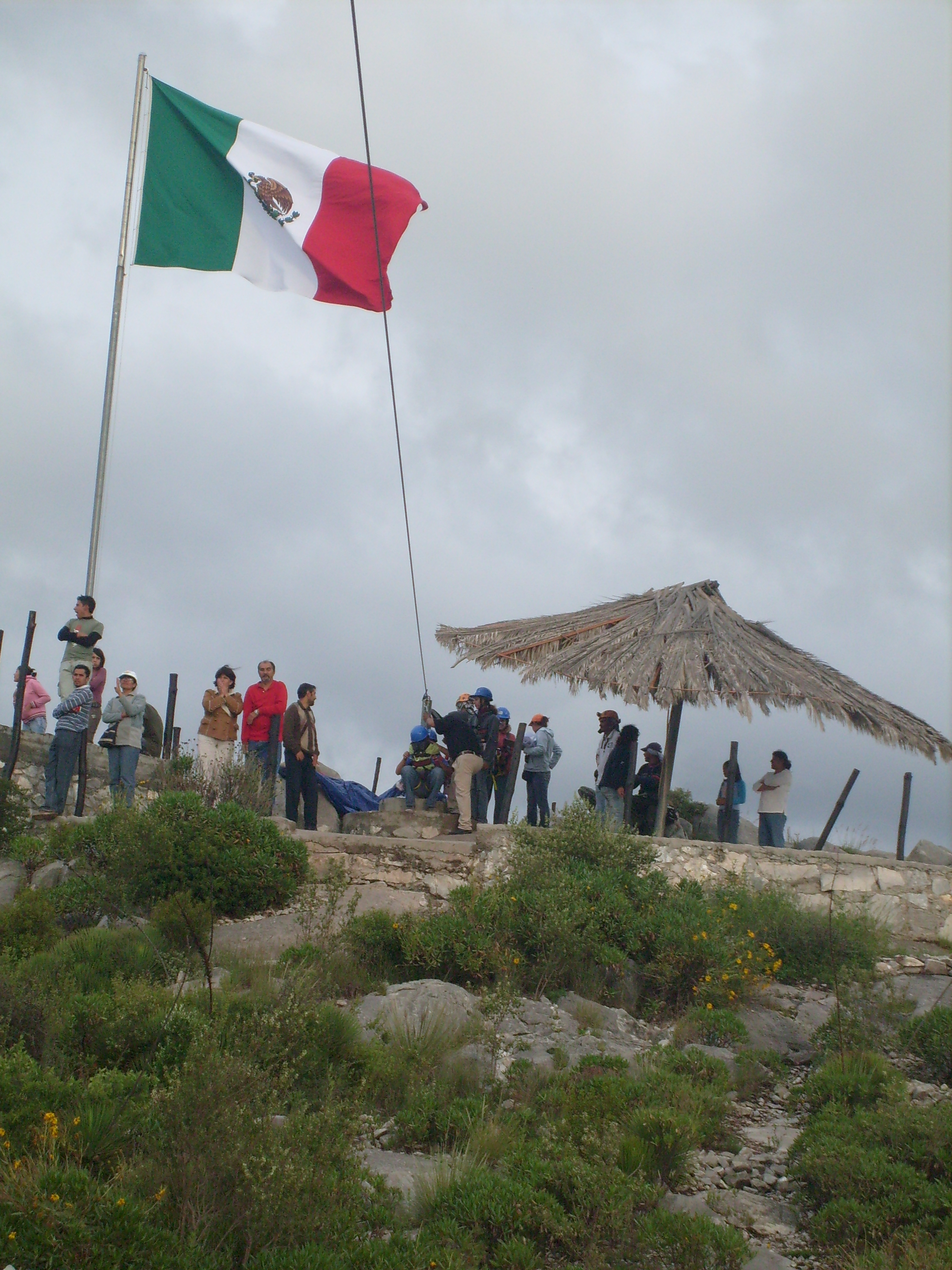
Tirolesa en Xoxafi.
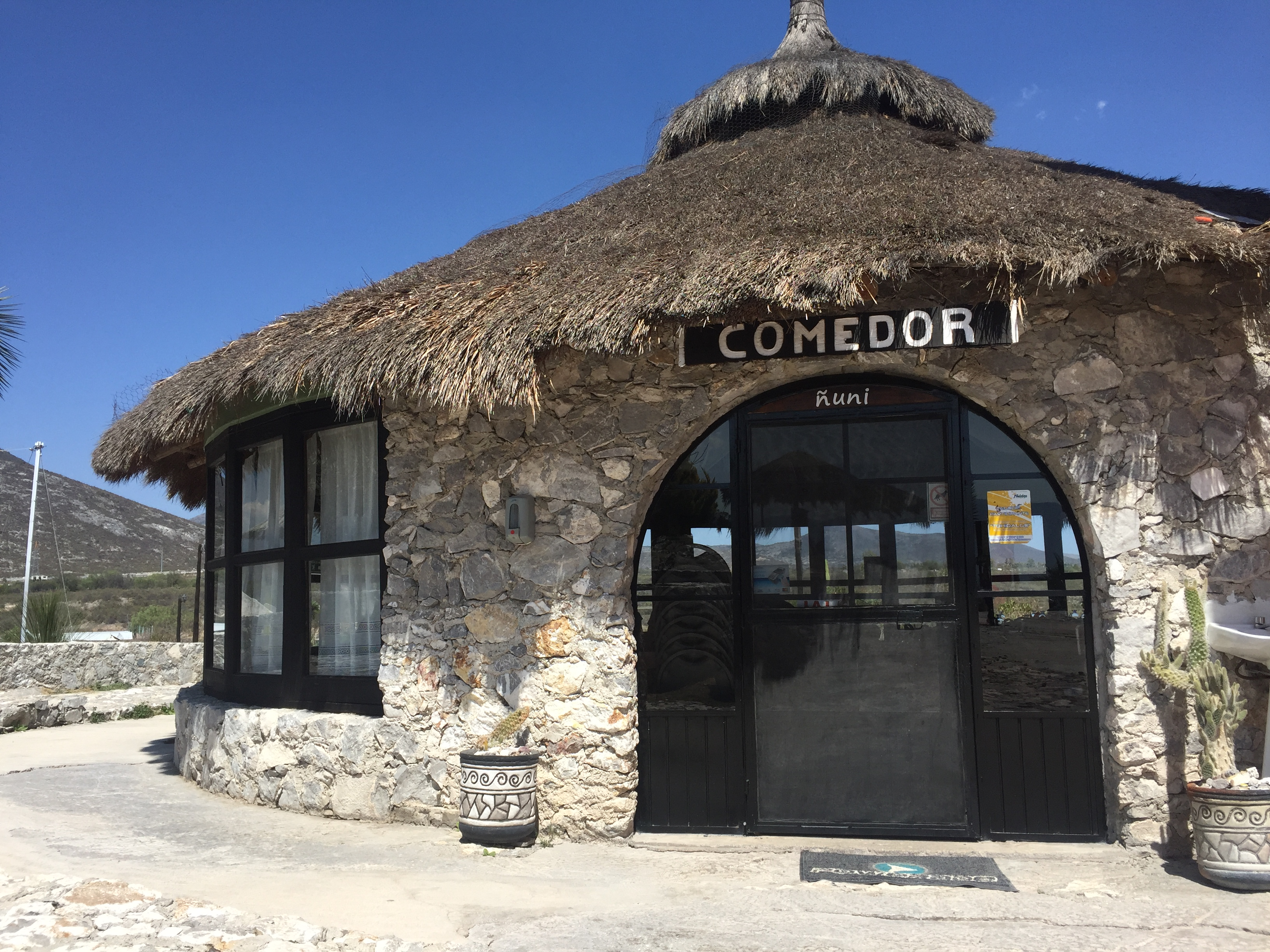
Comedor en Xoxafi